# Evangelista Torricelli (sous-marin, 1939)
Pour les articles homonymes, voir Evangelista Torricelli (homonymie) et Evangelista Torricelli (sous-marin).
Le Evangelista Torricelli est un sous-marin de la classe Brin, en service dans la Regia Marina lancé à la fin des années 1930 et ayant servi pendant la Seconde Guerre mondiale.
Il est nommé en honneur d’Evangelista Torricelli (1608-1647), un physicien et un mathématicien italien du XVIIe siècle, connu notamment pour avoir inventé le baromètre.

## Caractéristiques
Les sous-marins de la classe Brin sont des versions améliorées de la précédente classe Archimede. Ces sous-marins avaient un déplacement de 1 000 tonnes en surface et de 1 254 tonnes en immersion. Les sous-marins mesuraient 72,47 mètres de long, avaient une largeur de 6,80 mètres et un tirant d'eau de 4,89 mètres. La classe était partiellement à double coque.
Pour la navigation de surface, les sous-marins étaient propulsés par deux moteurs diesel de 1 500 chevaux (1 119 kW), chacun entraînant un arbre d'hélice. En immersion, chaque hélice était entraînée par un moteur électrique de 550 chevaux-vapeur (410 kW). Ces moteurs électriques étaient alimentés par une batterie composée de 124 éléments. Ils pouvaient atteindre 17,3 nœuds (32,0 km/h) en surface et 7,8 nœuds (14,4 km/h) sous l'eau. En surface, la classe Brin avait une autonomie de 9 000 milles nautiques (17 000 km) à 8 nœuds (15 km/h), en immersion, elle avait une autonomie de 90 milles nautiques (170 km) à 4 nœuds (7,4 km/h).
Les sous-marins étaient armés de huit tubes lance-torpilles internes de 53,3 cm, quatre à l'avant et quatre à l'arrière. Ils transportaient un total de 14 torpilles. Ils étaient également armés d'un canon de pont de 100 mm OTO 100/47 pour le combat en surface. Le canon était initialement monté à l'arrière de la tour de contrôle (kiosque), mais il a été replacé sur le pont avant plus tard dans la guerre dans les bateaux sous-marins et la grande tour de contrôle a été reconstruite en un modèle plus petit. L'armement antiaérien léger consistait en une ou deux paires de mitrailleuses Breda Model 1931 de 13,2 mm.

## Construction et mise en service
Le Evangelista Torricelli est construit par le chantier naval Cantieri navali Tosi di Taranto (Tosi) à Tarente en Italie, et mis sur cale le 23 décembre 1937. Il est lancé le 5 mars 1939 et est achevé et mis en service le 7 mai 1939. Il est commissionné le même jour dans la Regia Marina.

## Historique
Lorsque l'Italie entre dans la seconde Guerre mondiale, il était à Massaoua (Érythrée), sur la mer Rouge, affecté au 82e escadron de sous-marins.
Il part pour sa première mission de guerre, sous le commandement du capitaine de corvette Salvatore Pelosi, le 14 juin 1940, pour remplacer le sous-marin Galileo Ferraris, rentré au port à cause d'une panne de batterie. Le 19 juin, il se positionne au large de Djibouti, dans son secteur d'embuscade. Il reçoit cependant l'ordre de se déplacer plus au sud mais lorsqu'il atteint sa nouvelle zone le 21 juin, il est attaqué et endommagé par des destroyers britanniques (peut-être informés des mouvements du sous-marin par des documents ou des chiffres trouvés sur le sous-marin capturé Galileo Galilei).
Vu les dégâts, il est décidé de rentrer à la base. Mais pendant le voyage, le 23 juin, le Torricelli est attaqué avec des grenades sous-marines par le sloop  HMS Shoreham (HMS Shoreham (L32)) près du détroit de Bab el-Mandeb.
Sur la base des relevés de l'hydrophone, le commandant Pelosi croit que le navire a abandonné la chasse pour retourner à Perim et décide donc de faire surface et de s'éloigner à vitesse maximale, mais peu après que le sous-marin a fait surface, le Shoreham fait marche arrière et le sloop HMIS Indus (HMIS Indus (U67)) et les destroyers HMS Kandahar (F28), HMS Khartoum (F45), HMS Kingston (F64) sont également sur place.
Le Torricelli est encerclé mais les navires britanniques, au lieu de le détruire immédiatement comme ils auraient pu le faire, essaient de le capturer. Le sous-marin a donc la possibilité de réagir et entame un combat d'environ 40 minutes au cours duquel le Shoreham est gravement endommagé et doit s'éloigner avec l'aide du Indus. Le Karthoum est également sérieusement endommagé par l'explosion d'une de ses torpilles, frappée par un éclat d'obus du Torricelli (le destroyer coulera le long de la route de retour à cause de ces dégâts).
Le sous-marin est alors touché par un obus de 120 mm dans la proue, et en même temps le gouvernail cesse de fonctionner. À ce moment, Pelosi, voyant que les navires britanniques sont sur le point d'aborder le sous-marin, ordonne son sabordage. Le Torricelli coule peu après tandis que l'équipage, à l'exception d'un quartier-maître, d'un sous-chef et de cinq marins, qui meurent au combat, est capturé par les Britanniques. Salvatore Pelosi, qui a été sauvé par l'équipage contre sa volonté, est décoré de la médaille d'or de la valeur militaire).